# Spijkermaker

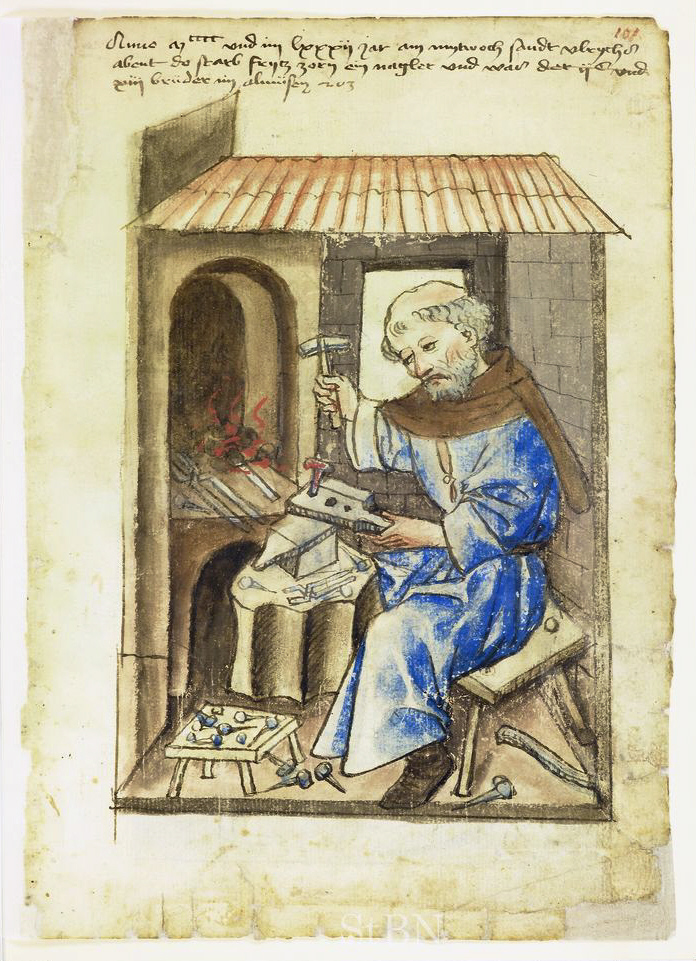
spijkermaker met mal

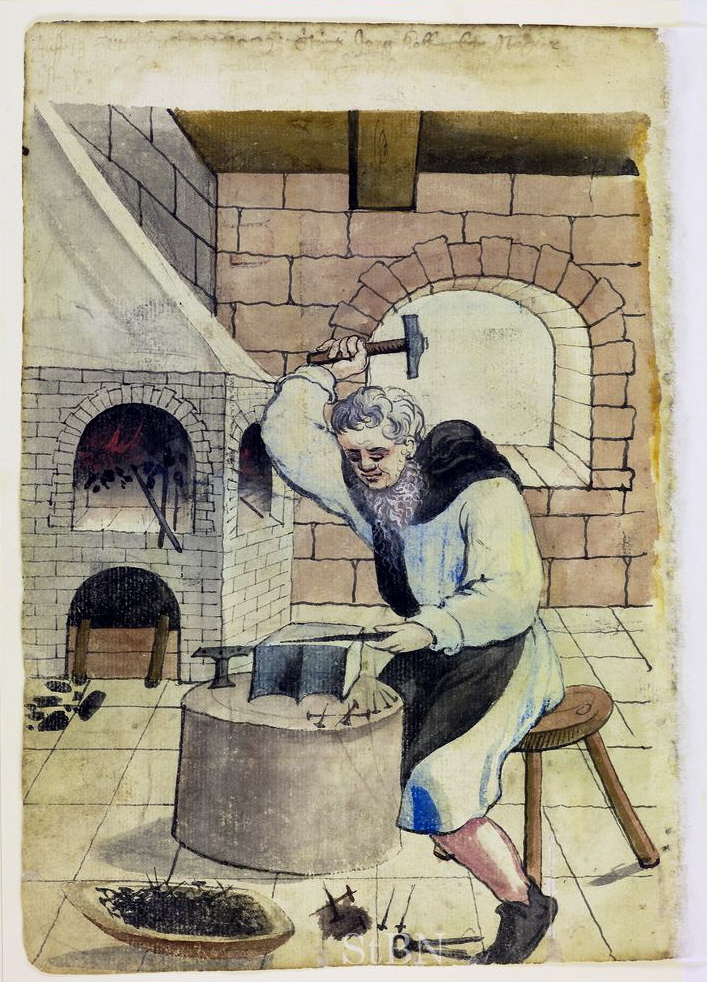
spijkermaker

Een spijkermaker of spijkersmid was tot diep in de 19e eeuw een smid die spijkers smeedde uit smeedijzer en soms ook uit non-ferromaterialen. Deze spijkers (niet te verwarren met draadnagels), werden gebruikt in houtconstructies (waar men echter ook houtverbindingen als de zwaluwstaart, en houten pennen (toognagels) toepaste) en in het bijzonder in de scheepsbouw. Ook bij de vervaardiging van sloten, vaten en dergelijke werden spijkers gebruikt.
De spijkermaker vervaardigde de spijkers van uit een gloeiende dunne stang, waar met een hamer een punt aan werd geslagen. Op lengte werd dan de spijker van de staaf verwijderd. De kop van de spijker werd ten slotte, met behulp van een mal, aan de spijker geslagen.

## Van Thiel
De spijkersmederij was vroeger een zaak van individuele smeden, in de 19e eeuw ontstonden er ook werkplaatsen en fabriekjes waarin meerdere spijkersmeden werkzaam waren. Een bekend voorbeeld daarvan is het bedrijf van Piet van Thiel, die in 1842 te Beek en Donk met een spijkersmederij begon. Deze smederij zou later uit groeien tot een aantal industriële metaalbedrijven, waaronder bedrijven die klinknagels, draadnagels en dergelijke bevestigingsmaterialen vervaardigen.
Ter herinnering daaraan werd in 1993 het beeldje De Spijkermaker onthuld, dat zich bevindt op het Piet van Thielplein te Beek en Donk. Het is vervaardigd door Toon Grassens en verbeeldt een spijkersmid, voorzien van de diverse gereedschappen welke hij nodig had voor de uitoefening van zijn vak.